# Zanclea apicata
Zanclea apicata is een hydroïdpoliep uit de familie Zancleidae. De wetenschappelijke naam van de soort werd in 2008 gepubliceerd door Xu, Huang & Gua.